# Estádio Heraldo Curvelo
Estádio Heraldo Curvelo – stadion piłkarski, w Poções, Bahia, Brazylia, na którym swoje mecze rozgrywa klub Esporte Clube Poções.